# كارل أشبي
كارل أشبي (بالإنجليزية: Carl Ashby)‏ هو رسام أمريكي، ولد في 1914 في هارلي في الولايات المتحدة، وتوفي في 2004 في نيويورك في الولايات المتحدة.